# سناوم الاسفل

تعديل مصدري - تعديل

سناوم الاسفل هي إحدى قرى عزلة جيشان بمديرية جيشان التابعة لمحافظة أبين، بلغ تعداد سكانها 22 نسمة حسب تعداد اليمن لعام 2004.